# Prix Versailles 2015
Il Prix Versailles 2015, 1ª edizione del Prix Versailles, ha premiato quattro realizzazioni situate in Francia.
I premi sono stati assegnati presso l'UNESCO il 19 giugno 2015.

## Giuria
| Nome                                           | Funzione                                            | Nazionalità |
| ---------------------------------------------- | --------------------------------------------------- | ----------- |
| Paul Andreu                                    | Architetto                                          | Francia     |
| Gilles Lipovetsky                              | Filosofo                                            | Francia     |
| Thom Mayne                                     | Architetto                                          | Stati Uniti |
| François de Mazières (presidente della giuria) | Sindaco di Versailles                               | Francia     |
| Anne-Sophie Pic                                | Chef                                                | Francia     |
| Minja Yang                                     | Ex-vicedirettore del Centro del patrimonio mondiale | Giappone    |

## Palmarès
| Premio o menzione | Progetto                          | Sede       | Paese   | Architetto o designer    | Paese   |
| ----------------- | --------------------------------- | ---------- | ------- | ------------------------ | ------- |
| Prix Versailles   | Galeries Lafayette, Centre Bourse | Marsiglia  | Francia | Moatti & Rivière         | Francia |
| Menzione Interni  | Brasserie Les Haras               | Strasburgo | Francia | Jouin Manku              | Francia |
| Menzione Esterni  | Repetto, via di Charonne          | Parigi     | Francia |                          |         |
| Menzione Servizi  | Negozio del Musée des Confluences | Lione      | Francia | Julien Kolmont de Rogier | Francia |